# Некрасов, Алексей Дмитриевич
Алексе́й Дми́триевич Некра́сов (24 марта 1874, Москва, Российская Империя — 22 августа 1960, Москва, СССР) — русский и советский зоолог, эмбриолог, историк науки и переводчик.

## Биография
Родился Алексей Некрасов 24 марта 1874 года в Москве в семье учителя.
В 1894 году окончил гимназию с серебряной медалью и в том же году поступил на естественное отделение физико-математического факультета Московского университета. С первых же дней обучения в университете он включился в интенсивную исследовательскую работу по вопросам гидробиологии под руководством С. А. Зернова. Результаты первых исследований он опубликовал в 1899 году. В годы учёбы в университете примкнул к демократическому крылу студенчества. Хотя он не принимал активного участия в революционной борьбе, однако за участие в студенческих волнениях 1896 года был арестован царской охранкой и провёл около двух месяцев в заключении в одиночной камере.
В 1900 году окончил Московский университет и был оставлен при кафедре для подготовки к научной деятельности, после завершения которой в 1904 году совершил ряд краткосрочных заграничных командировок. Некоторое время работал ассистентом у академика Н. М. Кулагина в Московском сельскохозяйственном институте, потом лектором и профессором Высших женских курсов.
В 1905 году вернулся в МГУ в качестве преподавателя. В 1919 году был назначен на должность профессора. В МГУ Алексей Дмитриевич проработал до 1928 года. В 1922 году А. Д. Некрасов был избран действительным членом Биологического научно-исследовательского института им. Тимирязева и работал под руководством академика С. Г. Навашина.
В 1928 году переезжает в Нижний Новгород, где заведовал кафедрой зоологии Нижегородского университета. Алексей Дмитриевич работал как в СССР, так и за рубежом на пресноводных и морских биостанциях в Неаполе, Сен-Ва (Нормандия), Виллафранке и Севастополе. В 1934 году организовал и возглавил Пустынскую биостанцию при НижГУ (вскоре — ГорьГУ). В 1950-х годах в связи с ухудшением состояния здоровья и выходом на пенсию, Алексей Некрасов решил возвратиться в Москву.
Скончался Алексей Некрасов 22 августа 1960 года в Москве.

### Семья
- Жена — Лидия Ивановна Яковлева (в первом браке Иловайская; 1879—1942), дочь чувашского просветителя и общественного деятеля Ивана Яковлевича Яковлева. Работала переводчицей, знала восемь языков и по роду деятельности была вынуждена встречаться с иностранцами. В 1937 году была репрессирована по ложному обвинению: шпионаж в пользу Англии и Америки. Умерла в Нижнеколымском лагере. В 1958 году реабилитирована.[3]
- Дочь — Екатерина Алексеевна Некрасова (1905—1989), известный советский искусствовед, специалист по английскому и русскому искусству.
  - Внучка — Екатерина Всеволодовна Павлова (1934—2015), советский искусствовед, пушкинист, кандидат искусствоведения, заслуженный работник культуры РФ.
  - Внук — Владимир Всеволодович Павлов (род. 1940), советский и российский актёр театра и кино, заслуженный артист Российской Федерации.
- Дочь — Анна Алексеевна Некрасова (1913—2003), советский и российский театральный режиссёр и педагог, народная артистка РСФСР (1990).
  - Внучка — Алла Борисовна Покровская (1937—2019), советская и российская актриса и театральный режиссёр, народная артистка РСФСР (1985).
  - Внук — Александр Борисович Покровский (род. 1944), советский и российский пианист, концертмейстер Московской консерватории.

## Награды
За научную и общественную работу, за подготовку высококвалифицированных кадров в 1944 году награждён орденом Трудового Красного Знамени и в 1946 году медалью «За доблестный труд в Великой Отечественной войне 1941—1945 гг.»

## Научные работы
Основные научные работы посвящены изучению размножения и зародышевого развития беспозвоночных, истории эволюционного учения и эмбриологии.
- 1957 — Автор научной биографии Чарлза Дарвина.
- Перевёл на русский язык «Очерки теории естественного отбора» Чарлза Дарвина.

### Труды
- Борьба за дарвинизм / А. Некрасов. — Москва ; Ленинград : Гос. изд-во, 1926. — 164 с. : ил.; 21 см. — (Дарвиновская библиотека).
- Половой отбор и вторичные половые признаки / А. Д. Некрасов. — Москва ; Ленинград : Гос. изд-во, 1927 (Л. : тип. Печатный двор). — 198, [2] с. : ил.; 20х14 см. — (Дарвиновская библиотека/ Под ред. проф. М. М. Завадовского).
- В поисках южного материка с капитаном Куком : Повесть о втором кругосветном путешествии капитана Кука в южном полушарии на судах «Решение» и «Предприятие» : С 19 рис. и 3 карт. / А. Некрасов ; Науч. редакция и предисл. проф. географии С. Г. Григорьева ; Обложка: Н. П. Дмитриевский. — Москва ; Ленинград : [Молодая гвардия], 1929 (Л. : тип. изд-ва «Молодая гвардия»). — VIII, 342, [2] с., 1 вклад. лист портр. : ил., карт.; 20х13 см. — (Библиотека экспедиций и путешествий).
- Оплодотворение в животном царстве : История проблемы / А. Д. Некрасов. — Москва ; Ленинград : Гос. изд-во, 1930 (М. : тип. «Красный пролетарий»). — 260 с. : ил., портр., черт., схем.; 24х16 см.
- Центральный институт заочного педагогического образования (Москва). Биология… Задание 1-7 / Предисловие: проф. Е. Шапошников ; … Отд-ния: биол., библиотечное и дефектологич. — 2-е изд., испр. — Москва : ЦИЗПО, 1931 (тип. кооп-ва «Наука и просвещение»). — 2 бр.; 23х17 см. / На тит. л.: «Проф. А. Д. Некрасов. Биология…»
- Борьба за дарвинизм / проф. А. Д. Некрасов. — 2-е испр. изд. — Москва ; Ленинград : Биомедгиз, 1937 (Москва : 17 ф-ка нац. книга треста «Полиграфкнига»). — Переплет, 128 с. : портр.; 20х13 см.
- В поисках южного материка : Повесть о втором кругосветном путешествии капитана Кука в южном полушарии на судах «Решение» и «Предприятие» : Для старш. возраста / проф. А. Некрасов. — Москва ; Ленинград : Детиздат, 1937 (Москва : ф-ка детской книги Изд-ва детской лит-ры ЦК ВЛКСМ). — Переплет, 324, [3] с., 11 вкл. л. ил. : ил.; 20х14 см. — (Библиотека путешествий. По следам великих путешествий).
- В поисках Южного материка : Повесть о втором кругосветном путешествии капитана Кука в Южном полушарии на судах «Решение» и «Предприятие» : [Для неполной сред. и сред. школы] / проф. А. Некрасов. — Москва ; Ленинград : Детиздат, 1941 (Москва). — 248 с. : ил. и карт.; 20 см. — (Школьная библиотека).
- Чарлз Дарвин / [вступ. статья А. А. Парамонова, с. 5-21]. — Москва : Изд-во Акад. наук СССР, 1957. — 471 с., 2 л. портр. : ил., карт.; 21 см. — (Научно-популярная серия / Акад. наук СССР).
- Воспоминания: [посвящается 175-летию со дня рождения И. Я. Яковлева] / А. Д. Некрасов; [составитель-редактор Л. Д. Некрасова]. — Чебоксары: Чувашия, 2023. — 677, [2] с. : ил., фот.; 25 см. — (Династия просветителей. Просветитель И. Я. Яковлев и потомки).; ISBN 978-5-86765-600-3 : 1000 экз.